# NGC 1583
NGC 1583 este o galaxie lenticulară situată în constelația Eridanul. A fost descoperită în 17 octombrie 1885 de către Francis Leavenworth. Se află la o distanță de 118,67 megaparseci de Pământ.